# Cleomia guareschii
Cleomia guareschii är en insektsart som beskrevs av Stefani 1953. Cleomia guareschii ingår i släktet Cleomia och familjen Embiidae. Inga underarter finns listade i Catalogue of Life.